# Лос-Альгодонес
Лос-Альгодонес (исп. Los Algodones), полное официальное наименование Висенте-Герреро (Альгодонес) (исп. Vicente Guerrero (Algodones)) — пограничный посёлок в Мексике, штат Нижняя Калифорния, входит в состав муниципалитета Мехикали. Численность населения, по данным переписи 2020 года, составила 6796 человек.

## Общие сведения
Населенный пункт основан 27 июля 1894 года.
Является центром одноимённой общины (исп. delegación).
Висенте-Герреро является самым северным населённым пунктом Мексики, располагаясь на самой границе с США, напротив поселения Андраде, недалеко от города Юма.